# Ammophila vulcania
Ammophila vulcania är en biart som beskrevs av Du Buysson 1897. Ammophila vulcania ingår i släktet Ammophila och familjen grävsteklar. Inga underarter finns listade i Catalogue of Life.